# Doom (film)
A Doom 2005-ben bemutatott amerikai–brit–cseh-német sci-fi horrorfilm Andrzej Bartkowiak rendezésében. A forgatókönyv az id Software azonos című című számítógépes játéka alapján készült. A főbb szerepekben Karl Urban és Dwayne Johnson látható. 
A filmet hosszas szerzői jogi vita után kezdték el folytatni. A megfilmesítés jogáért a Universal Pictures, a Columbia Pictures és a Warner Bros. is versengett.
A 60-70 millió dolláros költségvetésből készült film mindössze 56 millió dollárt hozott a jegypénztáraknál. A játék rajongói számára csalódást okozott a film: az több ponton eltért a játék eredeti koncepciójától, nem mutattak be minden szörnyet, az akciójelenetekre túl kevés idő jutott és azok sem érték el a kellő hatást.
2019-ben a Universal egy második élőszereplős filmet is megjelentetett direkt videón Doom: Annihilation címmel. 

## Cselekmény
2046-ot írunk, megszakad a kapcsolat a Marson lévő kutatóállomással. Az ügyben a Gyorsreagálású Taktikai Raj (akiket az Őrmester csak úgy hív, hogy "Marha Fürge Banda") katonáit küldik oda: Őrmestert, Kaszást, Duke-ot, Pusztítót, Mac-et, Öcsit, Portmant és Kecskét.
Egy Bárka nevű átjárón keresztül eljutnak a kutatóállomásra, ahol Kaszás találkozik rég nem látott testvérével, Samanthával. Csakhogy érkezésük után egyre több fura dolgot tapasztalnak: egy doktor leszabja a saját fülét, a korábban megtalált holtaknak pedig nyoma veszik. Mikor egy ismeretlen alakot kezd el üldözni a csapat, Kecskét elragadja egy szörnyeteg. A támadóval végeznek a katonák, ám Kecske meghal.
Az eset után minden tudóst evakuálnak a Földre, Samantha kivételével, akinek állítása szerint valami titkos feladata van még itt. A nő és Duke felboncolják a szörnyet, amiről kiderül: ő az egyik halottnak vélt tudós. A boncolás után Kecske holtteste is élőhalottként éled fel, ám mivel nem akarja bántani társát, végleg megöli magát.
Eközben a többi katona további hasonló lényeket keres, ám az akció balul sül el: Mac fejét valami levágja, Pusztító holttestét egy elektromos cellában találják meg, Portmant pedig az illemhelyen ragadja el egy szörny.
Őrmester nagyobb tűzerejű fegyvert szerez magának, (BFG-Bio Force Gun "Bio Erő Fegyver") majd kifaggatja Samanthát, aki végül elárulja: az állomáson egy fegyenccel végeztek kísérleteket, ám egy alkalommal a feldühített alany elszabadult, majd több embert is megfertőzött. A nő szerint az alany a 24 párra növelt kromoszóma miatt lett szörnyeteg, ám ezzel együtt nehezebben sebezhető és erősebb.
Egy lény átjut a Földre a Bárkán keresztül, így Őrmester és a többiek utána mennek, ám már késő: az ottani állomáson – néhány embert kivéve – mindenki halott. Mikor Öcsi azt a feladatot kapja, végezzen a túlélőkkel, megtagadja a parancsot, ezért Őrmester lelövi. Zombik serege támad rájuk, Őrmestert elragadják, Duke meghal, Kaszás pedig súlyos sebet kap.
A férfi utolsó esélyeként nővére beadja neki a K24-et, kockáztatva ezzel azt, hogy ő maga is szörnyeteg lesz. Csakhogy Kaszásból szuperember válik, fegyverével utat tör magának az élőhalottak és szörnyek között, így ismét találkozik a megfertőzött Őrmesterrel, akiről kiderül, minden embert lemészárolt az állomáson.
Egy utolsó harc veszi kezdetét, ami végül meglepően alakul: Kaszás visszaküldi egykori felettesét a Marsra, majd felrobbantja az ottani állomást. Ezután az akció két túlélője, Kaszás és Samantha együtt hagyják el a Bárkát.

## Szereplők
| Szerep                         | Színész         | Magyar hang          |
| ------------------------------ | --------------- | -------------------- |
| John „Kaszás” Grimm            | Karl Urban      | Papp Dániel          |
| Asher „Sarge” Mahonin őrmester | Dwayne Johnson  | Csík Csaba Krisztián |
| Dr. Samantha „Sam” Grimm       | Rosamund Pike   | Orosz Anna           |
| Roark „Pusztító” Gannon        | Deobia Oparei   | Betz István          |
| Eric „Kecske” Fantom           | Ben Daniels     | Rosta Sándor         |
| Gregory „Duke” Schofield       | Razaaq Adoti    | Seszták Szabolcs     |
| Dean Portman tizedes           | Richard Brake   | Fazekas István       |
| Marcus „Pinky” Pinzerowski     | Dexter Fletcher | Szokol Péter         |
| Mark „Öcsi” Dantalian          | Al Weaver       | Markovics Tamás      |
| Curtis Stahl / Hell Knight     | Brian Steele    |                      |
| Mac                            | Yao Chin        | Seder Gábor          |
| Dr. Carmack                    | Robert Russell  | Versényi László      |
| Huengs hadnagy                 | Daniel York     |                      |
| Sanford Crosby                 | Ian Hughes      | Földi Tamás          |
| Dr. Jenna Willits              | Sara Houghton   |                      |